# Động vật cụt đuôi trong tự nhiên
Động vật cụt đuôi trong tự nhiên hoặc Đông vật cộc đuôi trong tự nhiên trong động vật là tình trạng mà đuôi của động vật bị ảnh hưởng bởi gen đột biến, và phát triển bất thường khiến chúng trở nên ngắn hoặc hoặc thậm chí là không có đuôi. Các gen cho đuôi cụt của các loài động vật có thể là gen trội hoặc gen lặn.
Do pháp luật hạn chế và ngăn ngừa việc cắt đuôi động vật, các động vật có chiếc đuôi cụt tự nhiên đang trở nên phổ biến trong số những người yêu mến chó hơn số những cá thể động vật bị loại bỏ đuôi theo truyền thống. Một số con Chó Boxer đuôi cụt đã được xuất khẩu sang nhiều nước trên thế giới.

## Động vật tự nhiên có đuôi cụt

### Mèo
Nhiều hơn một gen chịu trách nhiệm chặn sự phát triển đuôi ở mèo; nghiên cứu chưa đầy đủ, nhưng người ta biết rằng Mèo cụt đuôi Nhật Bản và các giống liên quan có một đột biến khác với các đột biến được tìm thấy trong giống Mèo Manx và các giống phái sinh từ giống mèo này.
+ Mèo cụt đuôi Hoa Kỳ
+ Mèo cụt đuôi Nhật Bản - đuôi ngắn và xoắn, nhưng không hoàn toàn biến mất.
+ Mèo cụt đuôi Karelian - đuôi ngắn và xoắn, nhưng không hoàn toàn biến mất.
+ Mèo cụt đuôi Hàn Quốc - đuôi ngắn và xoắn, nhưng không hoàn toàn biến mất.
+ Mèo cụt đuôi Kurilian
+ Mèo Manx, Mèo Cymric hoặc Mèo Manx lông; đuôi có thể phát triển bình thường hoặc hoàn toàn biến mất.
+ Mèo cụt đuôi Mekong, một biến thể của Mèo Xiêm
+ Mèo Pixie-bob
Các giống thực nghiệm (chủ yếu là giống lai của các loài trên):
+ Mèo Alpine Lynx
+ Mèo Lynx Hoa Kỳ
+ Mèo Lynx sa mạc
+ Mèo Highlander
+ Mèo Owyhee Bob